# Tadeusz Budzik
Tadeusz Ryszard Budzik (ur. 27 października 1962 w Częstochowie) – polski oficer, nadinspektor Policji, komendant główny Policji w latach 2007–2008.

## Życiorys
Ukończył studia w Wyższej Szkole Pedagogicznej w Częstochowie, a także Europejskie Studia Podyplomowe w zakresie problematyki przestępczości zorganizowanej. Działał w harcerstwie.
W 1987 podjął służbę w Milicji Obywatelskiej – najpierw w Izbie Dziecka w Częstochowie, a od 1994 w pionie kryminalnym. W szeregach częstochowskiej policji pełnił kolejno funkcje: szefa Wydziału do Walki z Przestępczością Narkotykową Komendy Wojewódzkiej i zastępcy szefa lokalnego Centralnego Biura Śledczego. Następnie kierował Zarządem CBŚ w Katowicach, a w styczniu 2007 zastąpił Adama Rapackiego na stanowisku komendanta wojewódzkiego Policji w Krakowie.
12 marca 2007 rozpoczął służbę w Komendzie Głównej Policji, obejmując stanowisko zastępcy komendanta głównego. Odpowiadał za nadzór nad pionem kryminalnym. Od 8 sierpnia 2007, po dymisji dotychczasowego komendanta głównego Konrada Kornatowskiego, był pełniącym obowiązki szefa policji. Kilka dni później został przez premiera Jarosława Kaczyńskiego powołany na stanowisko komendanta głównego Policji. 26 października tego samego roku został mianowany na stopień nadinspektora Policji. 4 lutego 2008 złożył dymisję z zajmowanego stanowiska. 6 lutego tego samego roku dymisja została przyjęta. Jego następcą został Andrzej Matejuk.

## Ordery i odznaczenia
- Srebrny Krzyż Zasługi (2002)[2]
- Brązowy Krzyż Zasługi (1998)[3]
- Złoty Medal „Za Zasługi dla Policji” (2014)[4]
- Order Krzyża Orła III klasy (Estonia, 2008)[5]